# Cheiloneurus pyrillae
Cheiloneurus pyrillae är en stekelart som beskrevs av Mani 1939. Cheiloneurus pyrillae ingår i släktet Cheiloneurus och familjen sköldlussteklar.
Artens utbredningsområde är Pakistan. Inga underarter finns listade i Catalogue of Life.